# Liste der Stolpersteine in Barntrup
Die Liste der Stolpersteine in Barntrup enthält die Stolpersteine, die im Rahmen des gleichnamigen Kunst-Projekts von Gunter Demnig in Barntrup verlegt wurden. Mit ihnen soll an die Opfer des Nationalsozialismus erinnert werden, die in Barntrup lebten und wirkten.

## Liste der Stolpersteine
| Name             | Adresse           | Bild | Inschrift                                                                              | Verlegedatum | Biografie und Anmerkungen |
| ---------------- | ----------------- | ---- | -------------------------------------------------------------------------------------- | ------------ | ------------------------- |
| Emma Grünewald   | Obere Straße 26 · |      | Hier wohnte Emma Grünewald Jg. 1862 deportiert 1942 Theresienstadt ermordet            | 2. Aug. 2011 |                           |
| Hermann Herzberg | Obere Straße 26 · |      | Hier wohnte Hermann Herzberg Jg. 1869 deportiert 1942 Theresienstadt ermordet          | 2. Aug. 2011 |                           |
| Berta Herzberg   | Obere Straße 26 · |      | Hier wohnte Berta Herzberg Jg. 1867 deportiert 1942 Theresienstadt ermordet            | 2. Aug. 2011 |                           |
| Julie Katz       | Obere Straße 26 · |      | Hier wohnte Julie Katz geb. Grünewald Jg. 1878 deportiert 1942 Theresienstadt ermordet | 2. Aug. 2011 |                           |